# Bishop Auckland
Bishop Auckland ist eine Stadt in der Grafschaft Durham im Nordosten Englands. Sie liegt 19 km nordwestlich von Darlington am Fluss Wear. Bishop Auckland hat 25.455 Einwohner (2016).
Bishop Auckland war der Sitz des Bischofs von Durham, daher ist die Stadt zu ihrem ersten Namensteil gekommen.

## Frühe Geschichte
Die erste Erwähnung des Orts stammt aus den Jahren um 1000 n. Chr. als Land, das dem Earl of Northumberland zur Verteidigung der Kirche gegen die Schotten gegeben wurde. Eine weitere Erwähnung stammt aus dem Jahre 1020 n. Chr., als Knut der Große Bishop Auckland dem Bischof von Durham schenkt. Es gab also mit ziemlicher Sicherheit ein Dorf an der heutigen Stelle der Stadt. Doch schon lange zuvor gab es Hinweise auf eine Kirche an der Stelle der St.-Andreas-Kirche, solche gab es bereits im 7. Jahrhundert. Darüber hinaus hatten die Römer einen Aussichtspunkt an der Stelle, an der sich heute das Auckland Castle befindet, und eine 0,04 km² große Festung im nahe gelegenen Binchester. Es gibt auch Hinweise auf mögliche eisenzeitliche Siedlungen in der Umgebung der Stadt, die aus Funden aus der Bronzezeit, neolithischen und mesolithischen Artefakten resultieren.

## Persönlichkeiten
- Jeremiah Dixon (1733–1779), Geodät
- Robert Kaye Greville (1794–1866), Botaniker
- Henry George Liddell (1811–1898), Altphilologe und Lexikograf
- Arthur Ibbetson (1922–1997), Kameramann
- Charlie Wayman (1922–2006), Fußballspieler
- Stuart Alderson (* 1948), Fußballspieler
- Charlie Spedding (* 1952), Langstreckenläufer
- Fiona Hill (* 1965), US-Regierungsbeamtin
- Steve Vickers (* 1967), Fußballspieler
- John Jackson (* 1977), Bobfahrer
- Ross Turnbull (* 1985), Fußballtorwart
- Zach Hemming (* 2000), Fußballspieler